# Erzbistum Brindisi-Ostuni

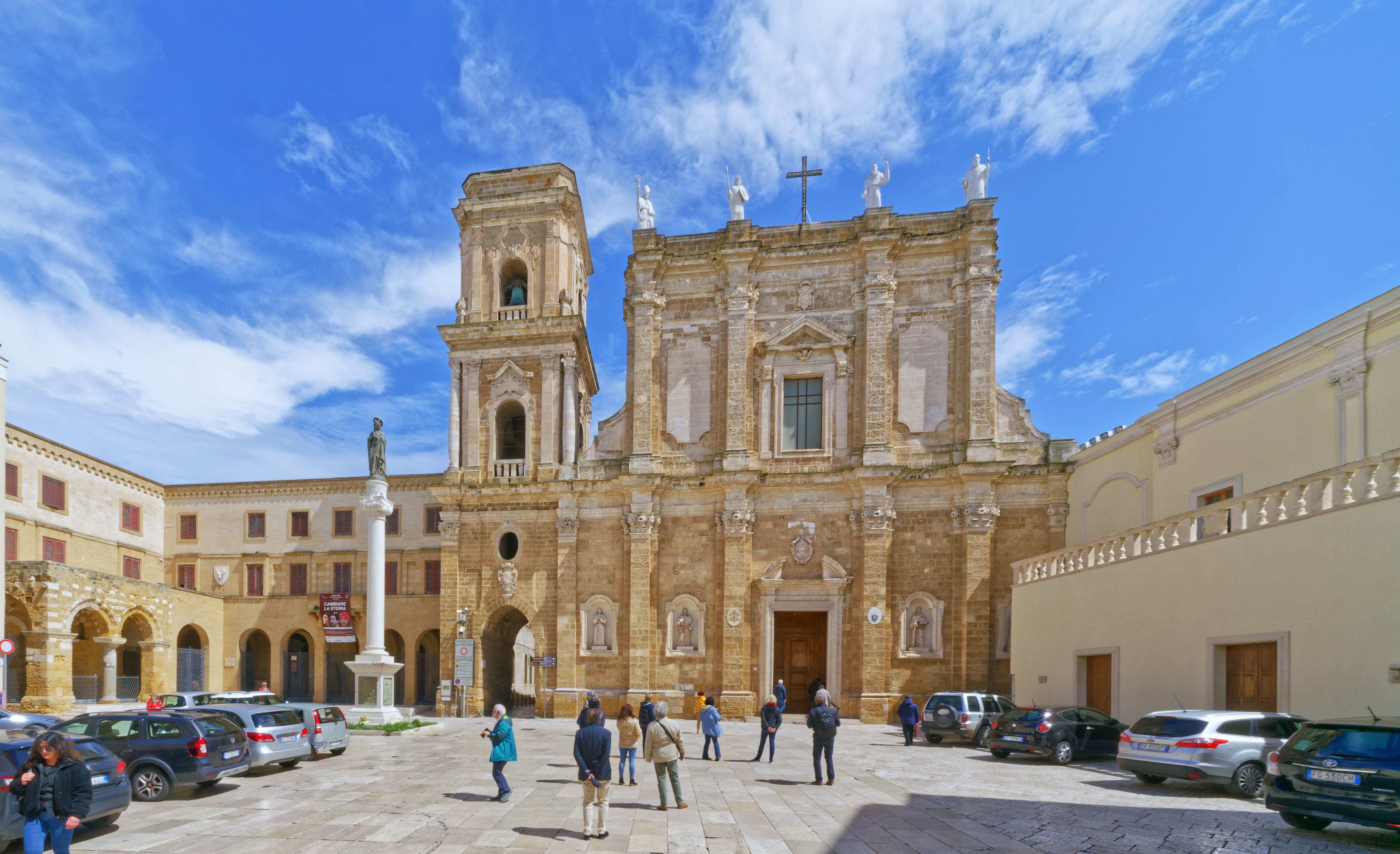
Die Kathedrale von Brindisi

Das Erzbistum Brindisi-Ostuni (lateinisch Archidioecesis Brundusina-Ostunensis, italienisch Arcidiocesi di Brindisi-Ostuni) ist eine in Italien gelegene römisch-katholische Erzdiözese mit Sitz in Brindisi.

## Geschichte

### Frühchristentum
Aufgrund seiner Lage im Zentrum des Mittelmeeres war Brindisi einer der ersten Orte im Westen, der mit dem Christentum in Berührung kam. Hier legten seit der Antike die aus Syrien und Palästina kommenden Schiffe an, und Reisende machten sich über die Via Appia auf den Weg nach Rom. Dionysios von Korinth schrieb um 170, dass auch der Apostel Petrus hier angelandet sein könnte. Ignatius von Antiochien folgte auf seiner Reise von Syrien nach Rom, die über Philadelphia, Smyrna, Troas, Neapel, Dyrrhachium und Brindisi führte, ebenfalls von hier aus der Via Appia.
Im 3. Jahrhundert sind als bischöfliche Residenzen Brindisi, Canosa, Troia, Lucera und Salapia auf dem Gebiet des heutigen Apulien bezeugt. Der Metropolit von Brindisi Marco war einer der sieben westlichen Teilnehmer, und der einzige von der Italienischen Halbinsel, die 325 beim Ersten Konzil von Nicäa anwesend waren. Athanasius, der 357 die Mönche von Terra d’Otranto als Empfänger seiner Vita Antonii zu bezeichnen scheint, war hier als Begleiter des Patriarchen Alexander von Alexandria anwesend.
Im 4. Jahrhundert wurde das Bistum Brindisi errichtet. Im 5. Jahrhundert fanden im Salento Flüchtlinge aus Nordafrika Zuflucht, die – wie Victor von Vita 484 schreibt – hier den Verfolgungen durch die arianischen Vandalen zu entkommen hofften.

### Mittelalter
Am Ende des 6. Jahrhunderts waren die Bistümer Gallipoli, Lecce und Brindisi ohne Bischof. So beauftragte Papst Gregor I. Petrus, den Bischof von Otranto, diese Bischofssitze zu besuchen, um die Wahl neuer Bischöfe zu fordern. 601 wies er Petrus an, die Reliquien des Heiligen Leucius aus Brindisi zu entfernen und sie an Opportunus zu senden, den Abt des Klosters in Rom, das jenem Heiligen gewidmet war.
Im Verlauf des Monotheletenstreits zog im Jahr 648 Pelinus, ein aus Dyrrachium stammender Basilianer, zusammen mit den Syrern Gorgonios und Sebastios sowie seinem Schüler Cyprius nach Brindisi, da er die monotheletische Theologie des byzantinischen Kaisers Konstans II. nicht teilte. Wie seine Gefährten vertrat er eine orthodoxe Position und suchte daher in Brindisi Zuflucht. Er wurde zum Bischof von Brindisi erwählt, Beamte des Kaisers setzten ihn jedoch ab und ließen ihn nach Corfinio verbringen, wo er und seine Gefährten wahrscheinlich 662 getötet wurden.
Im 10. Jahrhundert wurde das Bistum Brindisi zum Erzbistum erhoben. Die Bistümer Ostuni und Monopoli wurden dem Erzbistum Brindisi als Suffraganbistümer unterstellt.

### Neuzeit
Am 14. Mai 1821 wurde dem Erzbistum Brindisi von Papst Pius VII. mit der Apostolischen Konstitution De utiliori das Bistum Ostuni angegliedert. Das Erzbistum Brindisi verlor am 20. Oktober 1980 durch die Apostolische Konstitution Conferentia Episcopalis Apuliae den Status als Metropolitanbistum und wurde dem Erzbistum Lecce als Suffraganbistum unterstellt. Am 30. September 1986 wurde das Erzbistum Brindisi durch die Kongregation für die Bischöfe mit dem Dekret Instantibus votis in Erzbistum Brindisi-Ostuni umbenannt.

## Einzelnachweise

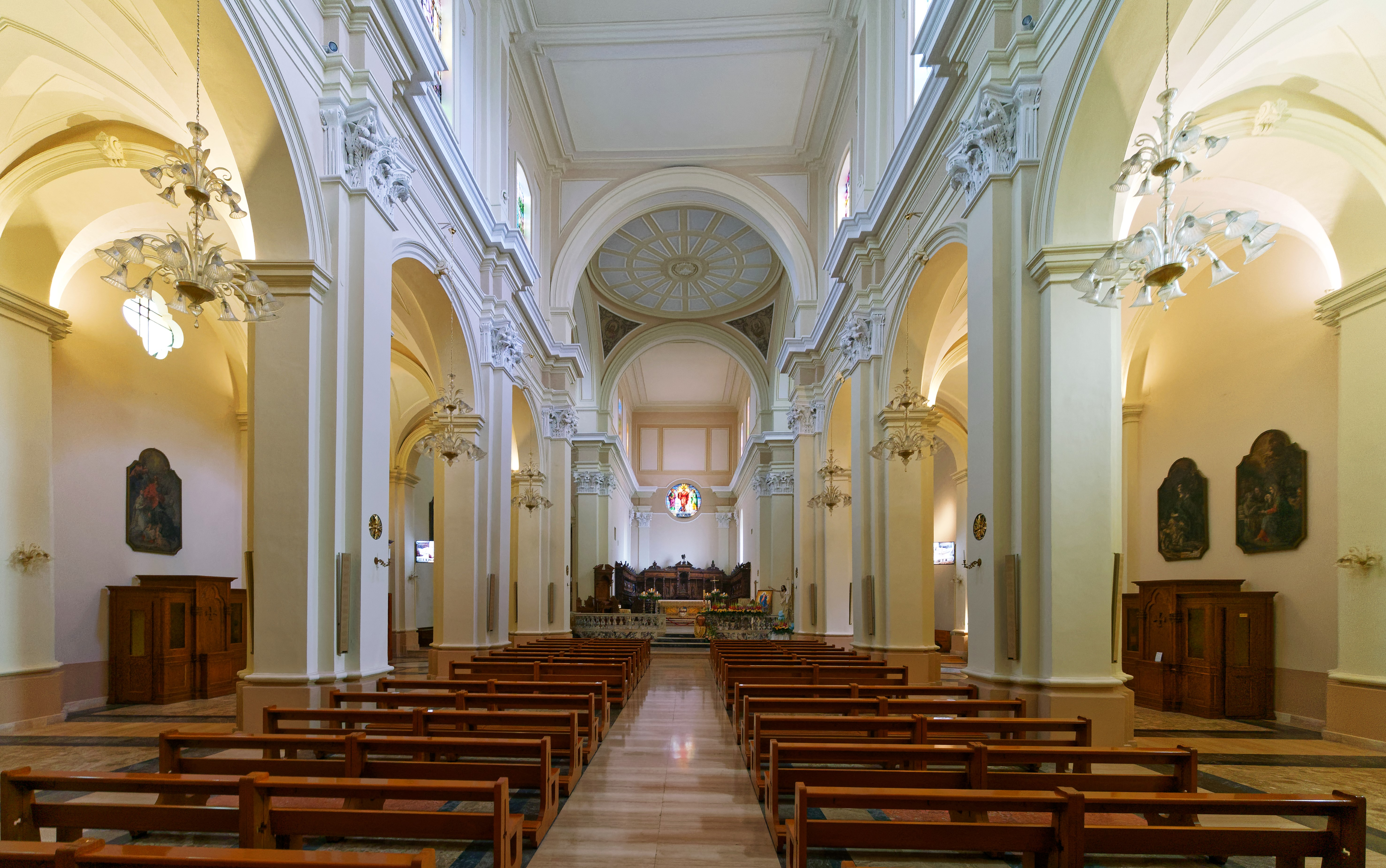
Der Innenraum der Kathedrale von Brindisi.
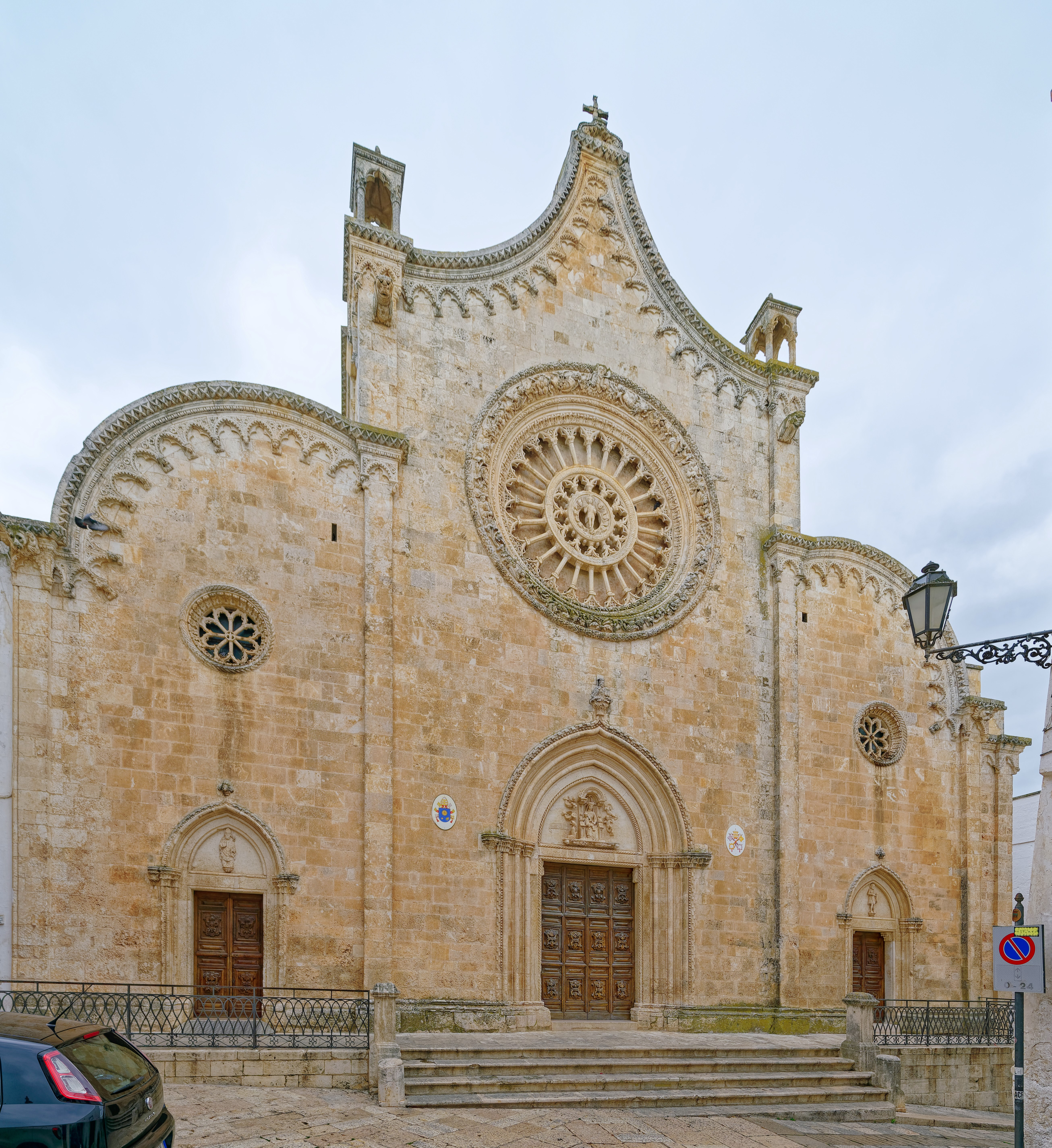
Konkathedrale Santa Maria dell’Assunzione in Ostuni